# Nanine Vallain
Nanine Vallain (1767–1815) foi uma pintora francesa ativa entre 1785 e 1810. Ela às vezes era conhecida como Jeanne-Louise Vallain ou Madame Piètre.